# Abborrtjärnen (Fellingsbro socken, Västmanland)
Abborrtjärnen är en sjö i Lindesbergs kommun i Västmanland och ingår i Norrströms huvudavrinningsområde.